# Torbjørn Falkanger
Torbjørn Getz Falkanger (ur. 8 października 1927 w Strinda, obecnie części Trondheim, zm. 16 lipca 2013  w Trondheim) – norweski skoczek narciarski, srebrny medalista olimpijski.

## Kariera
Podczas ceremonii otwarcia igrzysk olimpijskich w Oslo w 1952 roku Falkanger składał ślubowanie olimpijskie. Na tych igrzyskach wywalczył srebrny medal w skokach, chociaż po pierwszej kolejce prowadził. W drugiej serii, po bardzo dobrym skoku wyprzedził go rodak Arnfinn Bergmann, trzecie miejsce zajął Karl Holmström. Był to jedyny start olimpijski Falkangera.
Wystartował także na mistrzostwach świata w Lake Placid w 1950, zajmując piąte miejsce ze stratą blisko 9 punktów do zwycięzcy Hansa Bjørnstada. Cztery lata później, na mistrzostwach w Falun ponownie był piąty, tracąc do zwycięzcy Mattiego Pietikäinena 14 punktów.
W 1952 został nagrodzony medalem Holmenkollen wraz z fińskim kombinatorem i biegaczem Heikkim Hasu, szwedzkim biegaczem Nilsem Karlssonem oraz norweskim narciarzem alpejskim Steinem Eriksenem.
Wśród krajowych sukcesów, trzykrotnie zdobywał tytuł mistrza kraju – w 1949, 1950 i 1954.
Kilka miesięcy przed igrzyskami olimpijskimi w Cortinie d’Ampezzo w 1956 roku odniósł kontuzję i był zmuszony zakończyć karierę.

## Igrzyska olimpijskie
| Miejsce | Dzień     | Rok  | Miejscowość | Skocznia         | Punkt K | Konkurs  | Skok 1 | Skok 2 | Nota      | Strata  | Zwycięzca        |
| ------- | --------- | ---- | ----------- | ---------------- | ------- | -------- | ------ | ------ | --------- | ------- | ---------------- |
| 2.      | 24 lutego | 1952 | Oslo        | Holmenkollbakken | K-70    | indywid. | 68,0 m | 64,0 m | 221,5 pkt | 4,5 pkt | Arnfinn Bergmann |

## Mistrzostwa świata
| Miejsce | Dzień     | Rok  | Miejscowość | Skocznia            | Punkt K | Konkurs  | Skok 1 | Skok 2 | Nota      | Strata   | Zwycięzca         |
| ------- | --------- | ---- | ----------- | ------------------- | ------- | -------- | ------ | ------ | --------- | -------- | ----------------- |
| 5.      | 5 lutego  | 1950 | Lake Placid | MacKenzie Intervale | K-70    | indywid. | 65,0 m | 67,0 m | 211,9 pkt | 8,5 pkt  | Hans Bjørnstad    |
| 5.      | 15 lutego | 1954 | Falun       | Lugnet              | K-70    | indywid. | 72,5 m | 74,0 m | 218,0 pkt | 14,0 pkt | Matti Pietikäinen |